# Кіллбак (Огайо)
Кіллбак (англ. Killbuck) — селище (англ. village) в США, в окрузі Голмс штату Огайо. Населення — 810 осіб (2020).

## Географія
Кіллбак розташований за координатами 40°29′48″ пн. ш. 81°58′58″ зх. д. / 40.49667° пн. ш. 81.98278° зх. д. (40.496542, -81.982838).  За даними Бюро перепису населення США в 2010 році селище мало площу 0,93 км², уся площа — суходіл.

## Демографія
Згідно з переписом 2010 року, у селищі мешкало 817 осіб у 334 домогосподарствах у складі 215 родин. Густота населення становила 883 особи/км².  Було 376 помешкань (406/км²).
Расовий склад населення:
| - 99,1 % — білих - 0,1 % — азіатів |

До двох чи більше рас належало 0,6 %. Частка іспаномовних становила 0,5 % від усіх жителів.
За віковим діапазоном населення розподілялося таким чином: 27,5 % — особи молодші 18 років, 57,6 % — особи у віці 18—64 років, 14,9 % — особи у віці 65 років та старші. Медіана віку мешканця становила 38,0 року. На 100 осіб жіночої статі у селищі припадало 80,8 чоловіків;  на 100 жінок у віці від 18 років та старших — 79,9 чоловіків також старших 18 років.
Середній дохід на одне домашнє господарство  становив 44 873 долари США (медіана — 40 347), а середній дохід на одну сім'ю — 50 690 доларів (медіана — 51 875). Медіана доходів становила 40 341 долар для чоловіків та 26 324 долари для жінок. За межею бідності перебувало 19,8 % осіб, у тому числі 34,4 % дітей у віці до 18 років та 10,3 % осіб у віці 65 років та старших.
Цивільне працевлаштоване населення становило 423 особи. Основні галузі зайнятості: виробництво — 23,9 %, освіта, охорона здоров'я та соціальна допомога — 21,7 %, роздрібна торгівля — 17,5 %.